# Принцеса (фільм, 2022)
«Принцеса» (англ. The Princess) — американський бойовик 2022 року режисера Ле-Ван Кіта. У фільмі зіграли Джої Кінг, Домінік Купер, Ольга Куриленко та Вероніка Нго. Принцеса вийшла на Hulu 1 липня 2022 року.

## Сюжет
Дія фільму розгортається в середньовічному королівстві, де правлять король і його королева, які мають двох доньок, титуловану принцесу та її молодшу сестру Вайолет. З тихого схвалення королеви принцесу навчила бойовим мистецтвам Лінь, племінниця Хая, одного з радників короля. Оскільки королева не народила синів, король мав намір видати принцесу заміж за Юліуса, безжального сина королівського дипломата, який зневажає мирне правління короля і вірить в те, що «сильний» король повинен правити залізною рукою. Принцеса залишила його біля вівтаря, і в результаті Юліус, його озброєна батогом поплічниця Мойра та група жорстоких найманців силою захопили замок, тримаючи в заручниках королівську сім'ю та їхніх слуг.
Принцеса зачинена на даху найвищої вежі свого замку в очікуванні свого вимушеного весілля з Юліусом. Коли двоє найманців входять і готуються зґвалтувати її, вона вбиває їх і вирушає рятувати свою родину. Після того, як вона вбиває кількох найманців на своєму шляху, Юліус і Мойра нарешті дізнаються про втечу та посилають своїх людей за нею. Вона ухиляється від переслідувачів і зустрічається з Лінем, який втік із замку та приєднується до бою. Намагаючись дістатися до каналізації на шляху до підземель, вони змушені битися з Мойрою, а Лін залишається, щоб зупинити її. Принцеса звільняє свою сім'ю, але їх і Ліня швидко схоплюють і приводять до Юліуса. Коли вона продовжує чинити йому опір, Юліус вирішує закріпити свої претензії на трон, одружившись натомість з Вайолет. Коли принцеса дає відсіч, її кидають у озеро біля замку, щоб вона потонула, а Лін і Вайолет тікають через таємні двері.
Принцеса рятується від падіння й пробирається назад у замок, де возз'єднується з Ліном і Вайолет. Троє споряджаються зброєю в таємній коморі, і принцеса та Лінь борються з найманцями, а Вайолет звільняє Хая; однак незабаром Вайолет схоплюють. Лін був поранений під час бою з Юліусом, але принцеса вбиває Мойру та вступає з ним в одиночний бій. Знесилена й на колінах, вона чекає часу, поки Юліус зловтішається перед тим, як готуватися вбити її. У потрібний момент вона вириває у Юлія меч і обезголовлює його. Остаточно переконавшись у силі та відданості своєї доньки, король робить її спадкоємицею престолу та видає указ, що жінкам королівства дозволяється обирати власний шлях у житті.

## Актори та персонажі
- Джої Кінґ у ролі принцеси[4]
  - Аллегра дю Туа в ролі юної принцеси
- Домінік Купер — Джуліус[4]
- Ольга Куриленко — Мойра[4]
- Вероніка Нго[en] — Лінь[4]
- Ед Стоппард[en] — король
- Алекс Рейд — королева

А також: Кейтлін Роуз Дауні — Вайолет, сестра принцеси, Крістофер Каміясу — Хай, дядько Ліня, та Фергюс О'Доннелл — Курр, один із солдатів Юліуса.

## Виробництво
30 жовтня 2020 року 20th Century Studios придбала права на сценарій Бена Люстіга та Джейка Торнтона «Принцеса», а Hulu мав виступати розповсюджувачем. Компанія Ніла Моріца Original Film була співпродюсером фільму разом із 20th Century, а продюсерами виступили Дерек Колстад, Джої Кінґ (яка була обрана на головну роль), Лустіг і Торнтон. 12 листопада 2021 року Ле-Ван Кіт був оголошений режисером фільму.

## Вихід
12 листопада 2021 року стало відомо, що «Принцеса» мала вийти влітку 2022 року на Hulu у Сполучених Штатах, а на Disney+ у всьому світі. 12 квітня 2022 року стало відомо, що фільм вийде 1 липня 2022 року, а в Латинській Америці — 22 липня 2022 року на Star+.

## Оцінки та відгуки

### Реакція глядачів
За даними Whip Media, "Принцеса " була 3-м найбільш трансльованим фільмом на всіх платформах у Сполучених Штатах протягом тижня з 1 липня 2022 року по 3 липня 2022 року та 4-м протягом тижня з 8 липня 2022 року, до 10 липня 2022 року.

### Оцінки критиків
На вебсайті агрегатора рецензій Rotten Tomatoes фільм отримав схвалення 60 % на основі 83 критиків із середньою оцінкою 5,4/10. Консенсус критиків вебсайту каже: «Джої Кінґ — надійна зірка бойовиків і Принцеса, але вона заслуговує кращого королівства, ніж ця крива колимага, яка ще й нав'ючена незграбним сценарієм і пошарпаними цінностями виробництва». Metacritic, який використовує середньозважену оцінку, поставив фільму 43 бали зі 100 на основі 18 критиків, вказавши «змішані або середні відгуки».
Скотт Мендельсон з Forbes визнав «Принцесу» хорошим бойовиком і похвалив його концепцію, провівши деякі порівняння з франшизою фільму «Міцний горішок», водночас високо оцінивши гру Джої Кінґ. Джессі Гассенджер з Consequence відмітила фільм смішним і похвалила його передумови, аплодувала режисурі Ле-Ван Кіта, заявивши, що режисер забезпечує багато екшн-послідовностей у шаленому напрямі, водночас кажучи, що грі акторів вдається бути сильною. Енді Крамп із Paste оцінив фільм на 7,4 з 10, похвалив гру акторів, сказавши, що Джої Кінґ чудово грає, похвалив хореографію, особливо екшн-послідовність, і сказав, що Ле-Ван Кіт, Бен Лустіг і Джейк Торнтон створили бойовик із головною героїнею, який кидає виклик патріархату через режисуру та сценарій. Дженніфер Грін із Common Sense Media оцінила фільм на 3 зірки з 5, похвалила зображення позитивних повідомлень і зразків для наслідування, вказавши на розширення прав і можливостей жінок і мужність, а також відмітила різноманітне представлення персонажів та їхнє походження. Браян Таллеріко з RogerEbert.com оцінив фільм на 2 зірки з 4, сказавши, що гра Джої Кінґ є найкращим елементом фільму, і знайшов деякі екшн-послідовності цікавими, але заявив, що у фільмі немає креативного сценарію.